# Beyer-Bau
El Beyer-Bau (o sea el Edificio Beyer) es un edificio de gran altura de la Universidad Politécnica de Dresde (Alemania). Fue construido por Martin Dülfer entre 1910 y 1913 para el departamento de Ingeniería Civil. El grupo de edificios catalogado alberga la facultad de Ingeniería Civil, el Instituto de Fotofísica Aplicada y la Cátedra de Astronomía. El observatorio es una torre de 40 m que se destaca en el panorama urbano de la ciudad.

## Historia
El Beyer-Bau se inauguró el 11 de octubre de 1913 en presencia del rey sajón  Federico Augusto III. Fue construido como una "ciudad universitaria" planeado por Martin Dülfer, el concepto fue seguido por el edificio Fritz Foerster de 1917 a 1926, a su vez situado en la Universidad Politécnica de Dresde. La fachada inacabada de la vista sureste también muestra que los planes posteriores de Dülfer para un edificio central en Fritz-Foerster-Platz tampoco se llevaron a cabo.
Junto con el edificio de oficinas de enfrente, el Beyer-Bau es de los pocos edificios de antes de la guerra que se conservan en Fritz-Foerster-Platz. 
Durante la guerra el ático se quemó y se perdieron la armadura de madera del techo y el revestimiento de la torre del observatorio. Pero solo se hicieron cambios menores en los años de la posguerra, por lo que la estructura del edificio ha conservado globalmente su forma original.
El edificio recibió su nombre en 1953 en honor al ingeniero civil y profesor universitario Kurt Beyer.
Desde 2018 se está llevando a cabo una renovación del complejo y temporalmente las facultades e institutos se encuentran en el edificio August-Bebel-Straße 30. Se ha previsto el fin de los trabajos parA 2024.

## Arquitectura
Dülfer no se basó en los elementos estilísticos que dominaban en Dresde en ese momento, sino que en las tradiciones constructivas de Alemania Septentrional, como el uso de ladrillo rojo, techos a dos aguas, ventanales planos, ventanas estrechas con pilares estrechos son típicos, así como el empleo de algunos elementos Art Nouveau. "La estética del material de construcción" y la "justicia material" "demuestran una nueva adquisición de forma y material que fue exclusiva de Dülfer". Entonces Dülfer se unió al movimiento de reforma de Dresde y se convirtió en miembro del gremio.
El complejo de edificios consta en un bloque principal oriental, con dos patios interiores, un ala más estrecha y una torre, que por un lado pertenece a "los primeros edificios de gran altura en Alemania" y es uno de los hitos de la Universidad Técnica de Dresde, por otro lado, diseñada como un observatorio, como tal todavía puede usarse hoy.
Las fachadas de ladrillo rojo son un elemento arquitectónico especial. Al hacerlo, Dülfer se orientó, por un lado, hacia los edificios más antiguos erigidos por Karl Weißbach y, por otro lado, hacia los modelos del norte de Alemania: los techos a dos aguas y los ventanales planos ligeramente arqueados están influenciados por la construcción de casas de campo del norte de Alemania. La fachada de clinker está estructurada de manera diferente por "ladrillos que sobresalen como ornamentos y areniscas de colores y superficies de hormigón visto".
Dülfer estructuró la torre escalonada del Observatorio Lohrmann sobre una base octogonal, que termina en una rotonda de vidrio con una cúpula encima, con muchas ventanas altas que se alternan con pilastras. Por un lado, quería enfatizar la verticalidad, por otro lado, quería lograr una impresión de monumentalidad. Tras la guerra, la torre incendiada fue diseñada por Karl Wilhelm Ochs con una fachada de ladrillo de vidrio y yeso de color claro, que luego fue reemplazada en la parte superior por una fachada de vidrio térmico que aún existe.

## Galería

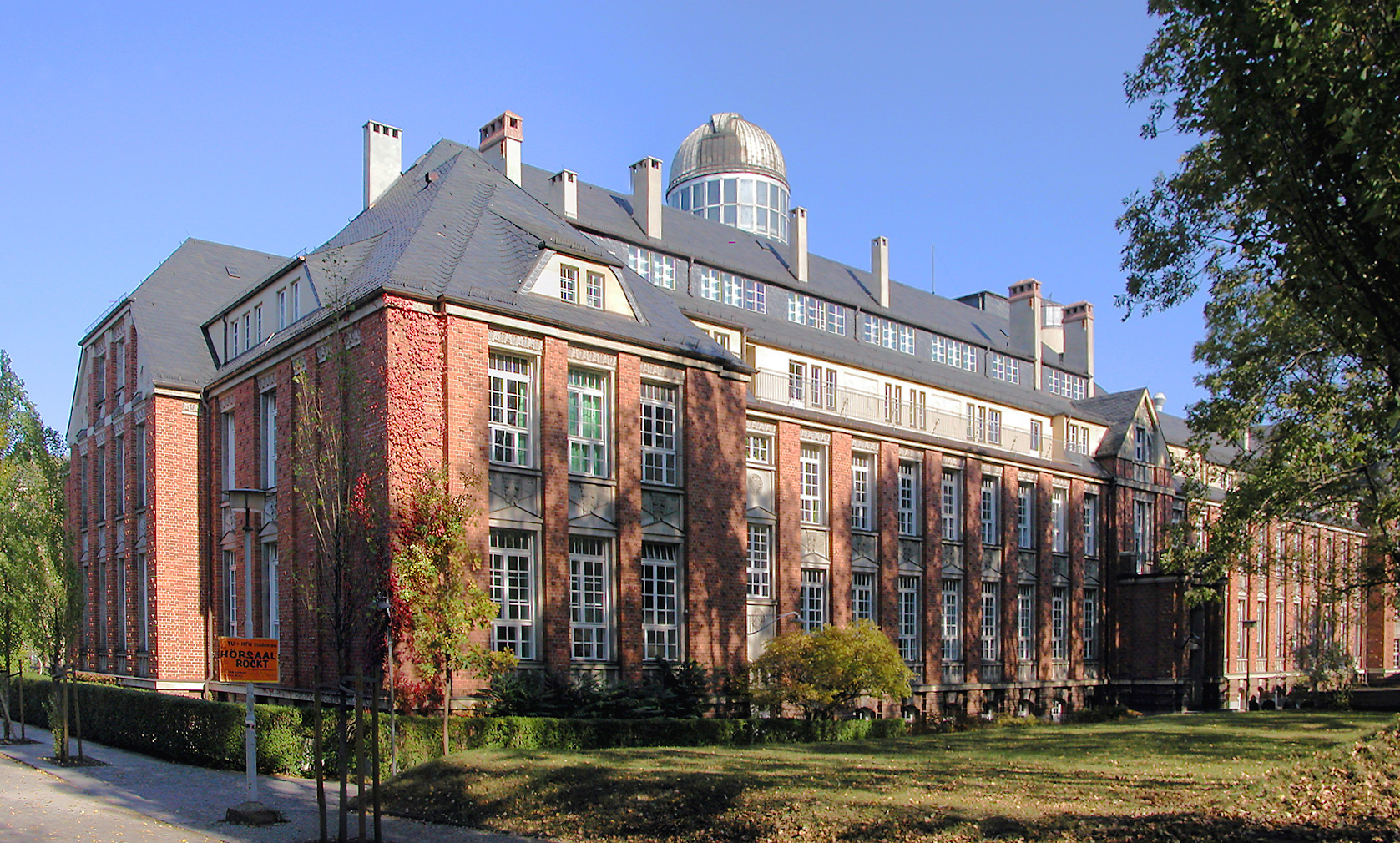
Vista sur
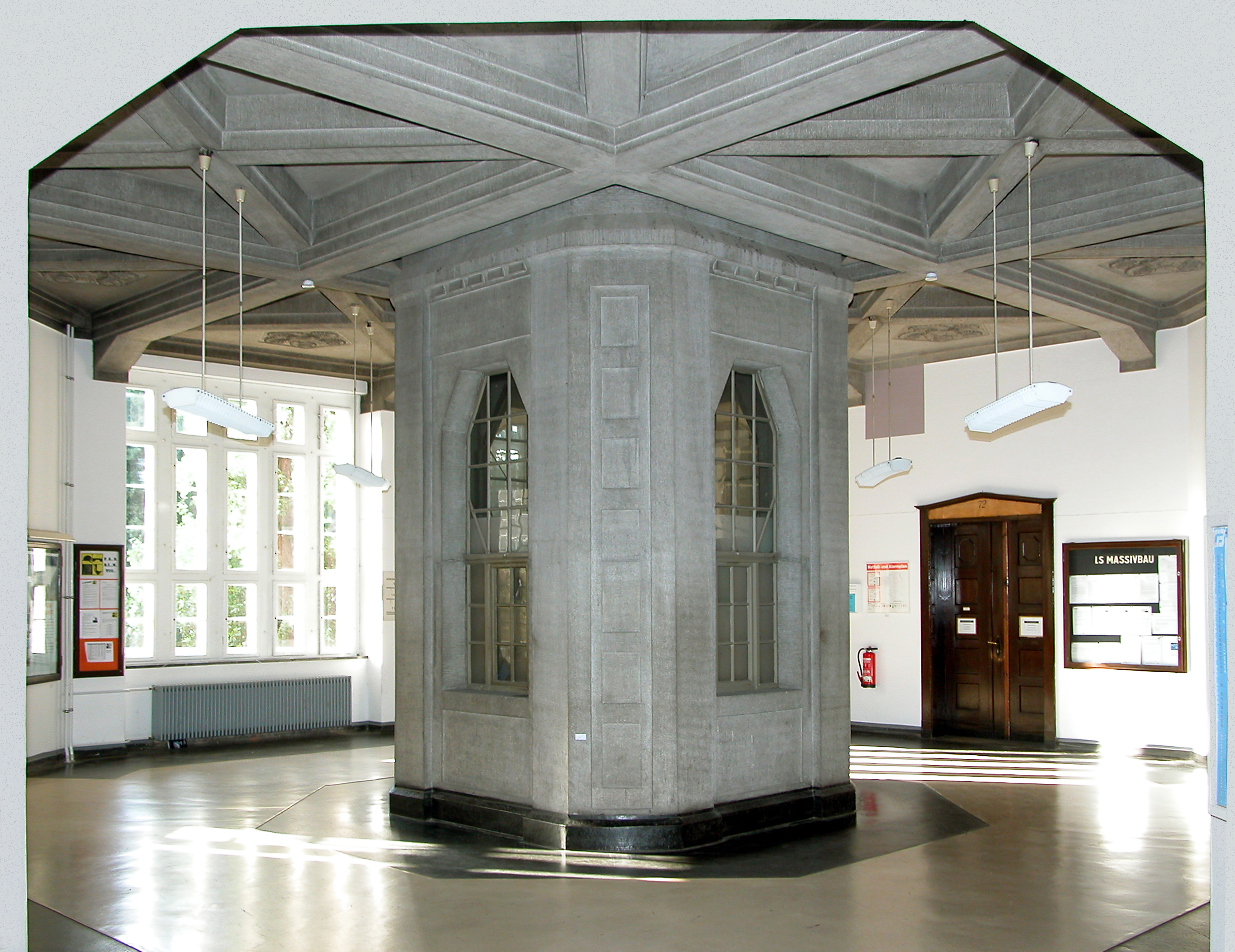
Detalles del hall de entrada